# لوما قيقبية
لوما قيقبية (الاسم العلمي:Loma acerinae) هي نوع من الفطريات تتبع جنس فطر اللوما من فصيلة الغلوغية.